# Дойч, Отто
Отто Эрих Дойч (нем. Otto Erich Deutsch; 5 сентября 1883, Вена, — 23 ноября 1967, Баден) — австрийский музыковед, источниковед, историк культуры.

## Биография
Отто Эрих Дойч родился в Вене в семье фабриканта-еврея Игнаца Дойча и его жены Эрнестины (урождённой Гевич). В 1903—1907 годах изучал историю литературы и искусств в Венском университете и в Граце, в 1909—1910 годах снова в Вене.
В годы Первой мировой войны Дойч в течение трёх лет находился на военной службе. После смерти отца он инвестировал своё наследство в книжный магазин и основал издательство, однако оба его предприятия стали жертвой послевоенного кризиса.
В послевоенные годы научные интересы Отто Дойча окончательно определились — он посвятил себя истории музыки; в 1928 году получил звание профессора. Занимаясь научными исследованиями, в то время посвящёнными главным образом Францу Шуберту, он выступал в венской печати как музыкальный критик и фельетонист.
В 1938 году, после аншлюса, Дойчу пришлось покинуть родину — эмигрировать сначала в Англию, затем в Соединённые Штаты. После окончания Второй мировой войны он долгое время работал в Кембридже, прежде чем в 1952 году вернулся в Вену.
Умер в Бадене, недалеко от Вены и был похоронен на Центральном кладбище австрийской столицы.

## Научная деятельность
Сферой научных интересов Отто Дойча была преимущественно австрийская музыка второй половины XVIII — первой половины XIX века (Й. Гайдн, В. А. Моцарт, Л. ван Бетховен, Ф. Шуберт), а также жизнь и творчество Г. Ф. Генделя. С именем Дойча связан расцвет документалистики в моцартоведении в 50—70 годах XX века. Его монографии изданы на многих языках; научное признание выразилось, в частности, в награждении (в 1959 году) Австрийским почётным знаком «За науку и искусство», присвоении степени почётного доктора философии Тюбингенского университета; написанная Дойчем биография Моцарта была отмечена медалью Общества Моцарта в Вене.

### Избранные сочинения
- «Гендель. Документальная биография» (Handel. A documentary biography, London 1955)
- «Шуберт. Воспоминания его друзей» (Schubert. Die Erinnerungen seiner Freunde, 1957)
- «Моцарт. Документы его жизни» (Mozart. Die Dokumente seines Lebens; Kassel, 1961)
- «Адмирал Нельсон и Йозеф Гайдн» (Admiral Nelson und Joseph Haydn. Ein britisch-österreichisches Gipfeltreffen, издана посмертно)